# 张作良
张作良（1927年—2005年），男，山东莱西人，中国版画家，一级美术师，曾任中国美术家协会理事。

## 生平简介
山东莱西人。1945年入山东抗日军政大学学习。

## 荣誉
1986年获第九届全国版画展览优秀作品奖。1988年获日本“日中艺术发展交流贡献金奖”。

## 代表作品
《农舍》《赤壁》《月下》等。